# Кора, Том
Том Кора (англ. Thomas Henry Corra; 14 сентября 1953, Вирджиния, США — 9 апреля 1998, Франция) — американский виолончелист и композитор, работавший в различных жанрах экспериментальной музыки. Яркий представитель Нью-Йоркской шумовой сцены. Стал известен благодаря своему импровизационному таланту, а также совместным записям с такими музыкантами как Джон Зорн и Бутч Моррис и группами «The Ex», «Curlew», «Third Person» и «Skeleton Crew».

## Биография
Томас Генри Кора родился 14 сентября 1953 года в Вирджинии.
В 1982 году вместе с Фрэдом Фритом и Зиной Паркинс Том Кора организовал легендарное трио «Skeleton Crew», просуществовавшее до 1986 года.

## Дискография

### Группы и проекты
- 1979 — Andrea Centazzo: Environment for Sextet (LP, Ictus Records)
- 1979 — Eugene Chadbourne: 2000 Statues and the English Channel (LP, Parachute Records)
- 1981 — Curlew: Curlew (LP, Landslide Records)
- 1982 — John Zorn: Archery (2xLP, Parachute Records)
- 1983 — Tom Cora and David Moss: Cargo Cult Revival (LP, Rift Records)
- 1983 — Ferdinand Richard: En Avant (LP, RecRec Music)
- 1984 — Skeleton Crew: Learn to Talk (LP, Rift Records)
- 1985 — Duck and Cover: Re Records Quarterly Vol.1 No.2 (LP, Recommended Records)
- 1985 — Curlew: North America (LP, Moers Music)
- 1986 — Skeleton Crew: The Country of Blinds (LP, Rift Records)
- 1988 — Curlew: Live in Berlin (LP, Cuneiform Records)
- 1989 — Tom Cora and Hans Reichel: Angel Carver: Live in Milwaukee and Chicago (CD, Free Music Production)
- 1989 — René Lussier: Le trésor de la langue (LP, Ambiances Magnétique)
- 1990 — Nimal: Voix de Surface (LP, RecRec Music)
- 1991 — Third Person: The Bends (CD, Knitting Factory Records)
- 1991 — Curlew: Bee (CD, Cuneiform Records)
- 1991 — The Ex and Tom Cora: Scrabbling at the Lock (CD, RecRec Music)
- 1991 — The Hat Shoes: Differently Desperate (LP, RecRec Music)
- 1993 — Curlew: A Beautiful Western Saddle (CD, Cuneiform Records)
- 1993 — Tetsuhiro Daiku: Yunta & Jiraba (CD, Disc Akabana)
- 1993 — The Ex and Tom Cora: And the Weathermen Shrug Their Shoulders (CD, RecRec Music)
- 1994 — Richard Teitelbaum: Cyberband (CD, Moers Music)
- 1995 — Kazutoki Umezu: First Deserter (CD, Off Note)
- 1995 — Third Person: Lucky Water (CD, Knitting Factory Records)
- 1996 — Fred Frith: Allies (Music for Dance volume 2) (CD, RecRec Music)
- 1996 — Butch Morris: Testament: A Conduction Collection (10xCD, New World Records)
- 1996 — Roof: The Untraceable Cigar (CD, Red Note Records)
- 1997 — Tom Cora and Fred Frith: Etymology (CD-ROM, Rarefaction Records)
- 1999 — Roof: Trace (CD, Red Note Records)
- 1999 — Tom Cora and various artists: Hallelujah, Anyway - Remembering Tom Cora (2xCD, Tzadik Records)
- 2005 — Skeleton Crew: Learn to Talk / The Country of Blinds (2xCD, Fred Records)

## Сольные альбомы
- 1987 — Live at the Western Front (LP, No Man's Land)
- 1991 — Gumption in Limbo (CD, Sound Aspects)

## Память
- В 1999 году Фрэд Фрит посвятил памяти Тома Кора своё произведение, написанное специально для Франкфуртского «Ensemble Moderne»[1].